# Municipio de Concepción Chiquirichapa
Municipio de Concepción Chiquirichapa är en kommun i Guatemala.   Den ligger i departementet Departamento de Quetzaltenango, i den västra delen av landet, 120 km väster om huvudstaden Guatemala City. Antalet invånare är 23 000.